# Antístia (esposa de Pompeu)
Antístia (llatí: Antistia) va ser una dama romana filla de Publi Antisti i de Calpúrnia.
Es va convertir en la primera esposa de Pompeu el Gran després que aquest fos acusat de saqueig. El jutge del judici de Pompeu era Publi Antisti, el pare d'Antístia, amb qui Pompeu va fer un tracte per casar-se amb la seva filla a canvi de ser absolt.
El matrimoni no va durar. Antístia es va divorciar del seu marit l'any 82 aC per ordre de Sul·la, que va obligar Pompeu a casar-se amb la seva filla Emília.